# Augustus Mongredien
Augustus Mongredien (17. března 1807, Londýn – 30. března 1888) byl anglický ekonom a poměrně silný šachový amatérský hráč 19. století.

## Život
Mongredien se narodil v Londýně, ale jeho rodiče byli původem Francouzi, kteří roku 1802 emigrovali z politických důvodů do Anglie. Zpočátku se věnoval obchodu, ale postupně se více přikláněl k odborné literární činnosti v oblasti ekonomie a botaniky. Nejznámější jsou jeho knihy:
- Trees and Shrubs for English Plantations: a selection and description of the most ornamental trees and shrubs, native and foreign, which will flourish in the open air in our climate - with illustrations (1870) – publikace o stromech a keřích vhodných pro pěstování v Anglii
- England's Foreign Policy; an enquiry as to whether we should continue a Policy of Intervention (1871) – kniha věnovaná anglické zahraniční politice
- Free Trade and English Commerce (1880)
- Wealth Creation (1883)
- The Western Farmer of America (1886)
- The French Corn Laws (1888)
- Pleas for Protection Examined (1888)

Roku 1872 se Mongredien stal členem prestižního Cobden klubu (Cobden Club), který existuje dodnes.

## Mongredien jako šachista
Mongredien byl dlouhodobým prezidentem Londýnského šachového klubu (London Chess Club) (od roku 1839, ačkoliv v tu dobu žil v Liverpoolu, až do roku 1870, kdy klub přestal existovat). Zároveň byl také předsedou Liverpoolského šachového klubu (Liverpool Chess Club) a udělal velmi mnoho pro rozvoj šachu v obou městech. Z jeho šachových výsledků je možno jmenovat:
- roku 1845 vítězství v zápase s Wilhelmem Hansteinem v poměru 3:2 (=1), remíza s Karlem Mayetem v poměru 3:3 (=1) a prohra s Ludwigem Bledowem v poměru 4:7 (=1)
- roku 1850 prohru s Georgem Webbem Medleym 2:3 (=0)
- roku 1859 prohru v Paříži s Paulem Morphym 0:7 (=1)[2]
- roku 1860 prohru s Danielem Harrwitzem 0:7 (=1)[2]
- účast na šachovém turnaji v Londýně roku 1862, kde skončil ze čtrnácti účastníků na jedenáctém místě (turnaj vyhrál Adolf Anderssen),[3]
- roku 1863 prohru s Wilhelmem Steinitzem 0:7 (=0)[2]